# Аксиоматски систем
У математици, аксиоматски систем је било који скуп аксиома из којих се неке или све аксиоме могу користити у вези са логичким извођењем теорема.
Математичка теорија се састоји од аксиоматског система и свих изведених теорема. Аксиоматски систем који је у потпуности описан је посебан облик формалног система. Формална теорија типично значи аксиоматски систем, на пример формулисан унутар теорије модела. Формални доказ је комплетно извођење математичког доказа унутар формалног система.

## Особине
Аксиоматски систем мора да буде:
- Непротивуречан
- Независан
- Потпун

- Каже се да је аксиоматски систем непротивуречан ако нема контрадикцију, тј. могућност извођења и изјаве и његовог порицања од аксиоматског система.
- У аксиоматском систему, аксиом се назива независним ако није теорема која се може извести из других аксиома у систему. Систем ће се назвати независним ако је сваки од њених основних аксиома независан. Иако независност није неопходан услов за систем, кнепротивуречност јесте.
- Аксиоматски систем ће се назвати потпуним ако је за сваку изјаву или сама или његова негација изводљива.

## Модели
Модел за аксиоматски систем је добро дефинисан скуп, који додељује значење недефинисаним терминима представљеним у систему, на начин који је тачан са односима дефинисаним у систему. Постојање конкретног модела доказује конзистентност система. Модел се назива конкретним ако су значења која су додељена објектима и релацијама из стварног света, за разлику од апстрактног модела заснованог на другим аксиоматским системима. Модели се такође могу користити за приказ независности аксиома у систему. Израдом валидног модела за подсистем без специфичне аксиома, показујемо да је изостављена аксиома независна ако њена исправност не мора нужно пратити из подсистема. За два модела се тврди да су изоморфна ако се једна-на-једна кореспонденција може пронаћи између њихових елемената, на начин који чува њихов однос. Аксиоматски систем за који је сваки модел изоморфан другом се зове категоријални (понекад категоричан), а својство категоричности (категоричност) осигурава потпуност система.

## Историја
Математичке методе развијене су до одређеног степена софистицираности у древном Египту, Вавилону, Индији и Кини, очигледно без употребе аксиоматске методе. Еуклид је аутор најраније аксиоматске презентације еуклидске геометрије и теорије бројева. Многи аксиоматски системи развијени су у деветнаестом веку, укључујући не-еуклидску геометрију, темеље стварне анализе, Канторову теорију сетова, Фрегеов рад на темељу и Хилбертову "нову" употребу аксиоматске методе као истраживачког алата. На пример, група теорија је прво стављена на аксиоматску основу крајем тог века. Једном када се аксиоми разјасне (на пример, да се захтевају инверзни елементи), субјект би могао да настави аутономно, без обзира на порекло група трансформације тих студија.

## У геометрији
Еуклид је први увео аксиоматски систем у геометрију негде око 300. године пре нове ере, док је тек Хилберт, крајем 19. века потпуно аксиоматизовао. Хилбертов аксиоматски систем је пример добро уређеног аксиоматског система. Састоји се од пет група аксиома. Прве четири групе чине апсолутну геометрију.

### Прва група аксиома
Прву групу аксиома чине аксиоме поретка и оне гласе:
- I1: Свака права садржи најмање две разне тачке.
- I2: Постоји најмање једна права која садржи две тачке.
- I3: Постоји највише једна права која садржи две разне тачке.
- I4: Свака раван садржи најмање три неколинеарне тачке.
- I5: Постоји најмање једна раван која садржи три тачке.
- I6: Постоји највише једна раван која садржи три неколинеарне тачке.
- I7: Ако две разне тачке неке праве припадају једној равни, онда свака тачка те праве припада истој равни.
- I8. Ако две разне равни имају једну заједничку тачку, онда оне имају најмање још једну заједничку тачку.
- I9. Постоје четирири некопланарне тачке.

### Друга група аксиома
Другу групу аксиома чине аксиоме распореда:
- II1:Ако је B(A,B,C), тада су A,B,C три разне колинеарне тачке.
- II2:Ако је B(A,B,C), тада је .
- II3:Ако је B(A,B,C), тада није B(В,А,С).
- II4:Ако су  и  три разне колинеарне тачке, тада је B(A,B,C), или B(В,А,С), или B(А,С,В).
- II5:Ако су А, В две разне тачке, тада постоји тачка С, таква да је B(A,B,C).
- II6:Ако су  и  три разне неколинеарне тачке и p права која припада равни АВС, не садржи тачку А и сече праву  у тачки  таквој да је В(В,Р,С), тада права p сече праву  у тачки  таквој да је B(С,Q,А)., или правуАВ у тачки R, таквој да јеB(В,R,А).

### Трећа група аксиома
Трећу групу аксиома чине аксиоме подударности:
- III1:Ако су А, B, C, D тачке такве да је (A,B)≅(C,D) и А = В, тада је и
- III2:Ако су А и  две разне тачке, тада је .
- III3:Ако су А ,В,C,D,E,F тачке такве да (А,В)≅(C,D) и (А,В)≅(E,F), тада је .
- III4:Ако су С и С' тачке двеју отворених дужи АВ и А'В', такве да је (А,С)≅(А',С') и (B,C)≅(B',C'), тада је и (A,B)≅(А',В').
- III5:Ако су А и  две разне тачке и тачка С теме неке полуправе, тада на тој полуправој постоји тачка  таква да је
- III6:Ако су A, B, C три неколинеарне тачке и A', B' тачке руба неке полуравни, такве да је (A,B) ≅ ( A',B'), тада у тој полуравни постоји јединствена тачка C' таква да је (A,C) ≅ (A',C') и (B,C) ≅ (B',C').
- III7:Ако су A, B, C и A', B', C' две тројке неколинеарних тачака и D и D' тачке полуправих BC и B'C', такве да је -{(A,B)≅( A',B'),

(B,C) ≅ (B',C'), (C,A) ≅ (C',A')}- и (B,D) ≅ (B',D'), тада је и 

### Четврта група аксиома
Четврту групу аксиома чине аксиоме непрекидности:
- IV1(Архимед-Еудоксова аксиома): Ако су AB и CD две произвољне дужи, тада на полуправој АВ постоји коначан низ тачака А1, А2, А3 ... Аn, таквих да је B(A1,А2,А3...,Аn), при чему је свака од дужи А1А2, А2А3... подударна дужи CD и важи B(A,B,An).
- IV2(Канторова аксиома):Ако је A1В1,А2В2,А3В3...АnBn...низ затворених дужи неке праве, таквих да свака од тих дужи садржи следећу, тада постоји тачка  таква да припада свакој дужи тог низа.[1]

### Аксиома паралелности
- : Постоје права  и тачка A ван те праве, такве да у њима одређеној равни не постоји више од једне праве која садржи тачку А и нема заједничких тачака са правом p.[2]
- :Постоје права  и тачка A ван те праве, такве да у њима одређеној равни постоји више од једне праве која садржи тачку А и нема заједничких тачака са правом p.[2]

Аксиома VЕ назива се Пети Еуклидов постулат и она придружена са Апсолутном геометријом даје Еуклидску геометрију, а придруживањем аксиоме Лобачевског апсолутној геометрији добијамо Хиперболичку геометрију.